# Montreuil-sur-Epte
Pour les articles homonymes, voir Montreuil et Epte (homonymie).
Montreuil-sur-Epte est une commune française située dans le département du Val-d'Oise en région Île-de-France.

## Géographie

### Description
Montreuil-sur-Epte est un village rural du Vexin français dans le Val-d'Oise, jouxtant l'Eure, dont il est séparé par l'Epte, rivière qui marquait autrefois la limite entre l'Île-de-France et le duché de Normandie ainsi que le Vexin normand.
Aisément accessible depuis l'ancienne route nationale 14, il est situé à 8 km à l'ouest de Magny-en-Vexin, 33 km au nord-ouest de Pontoise, 13 km au sud-ouest de Gisors, 51 km au sud-est de Rouen et à 17 km au nord-est de Vernon

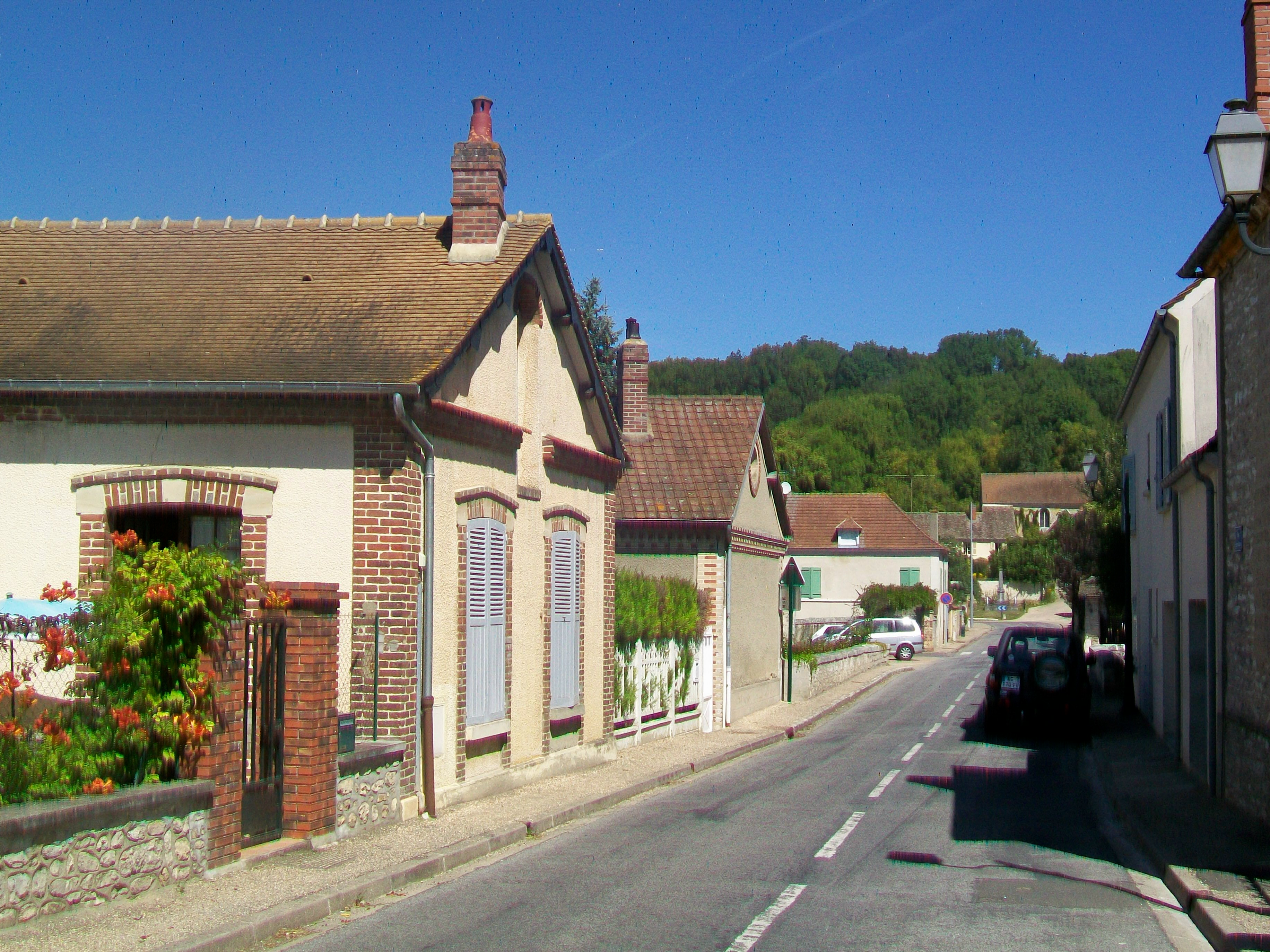
Ambiance du village, la rue Saint-Denis.
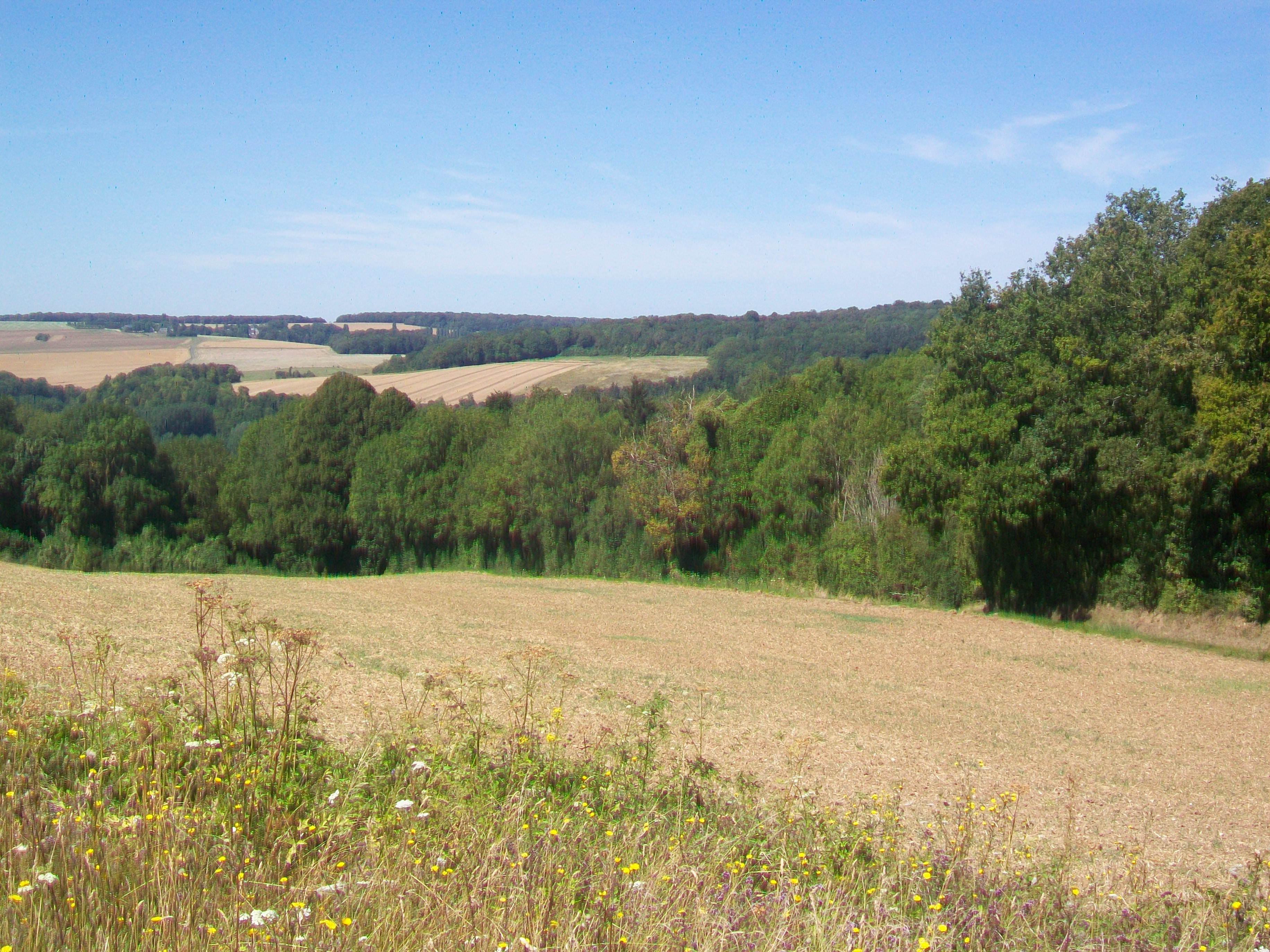
Paysage de la commune, vers Dampsmesnil .

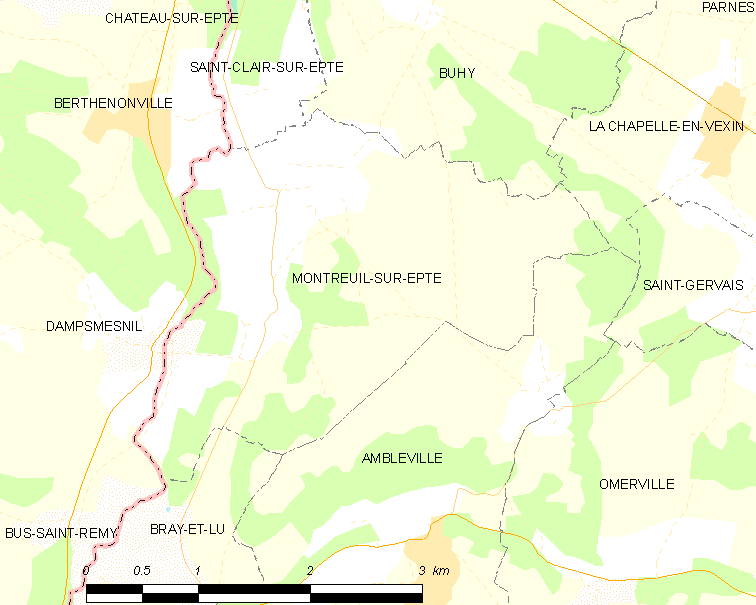
Carte de la commune.
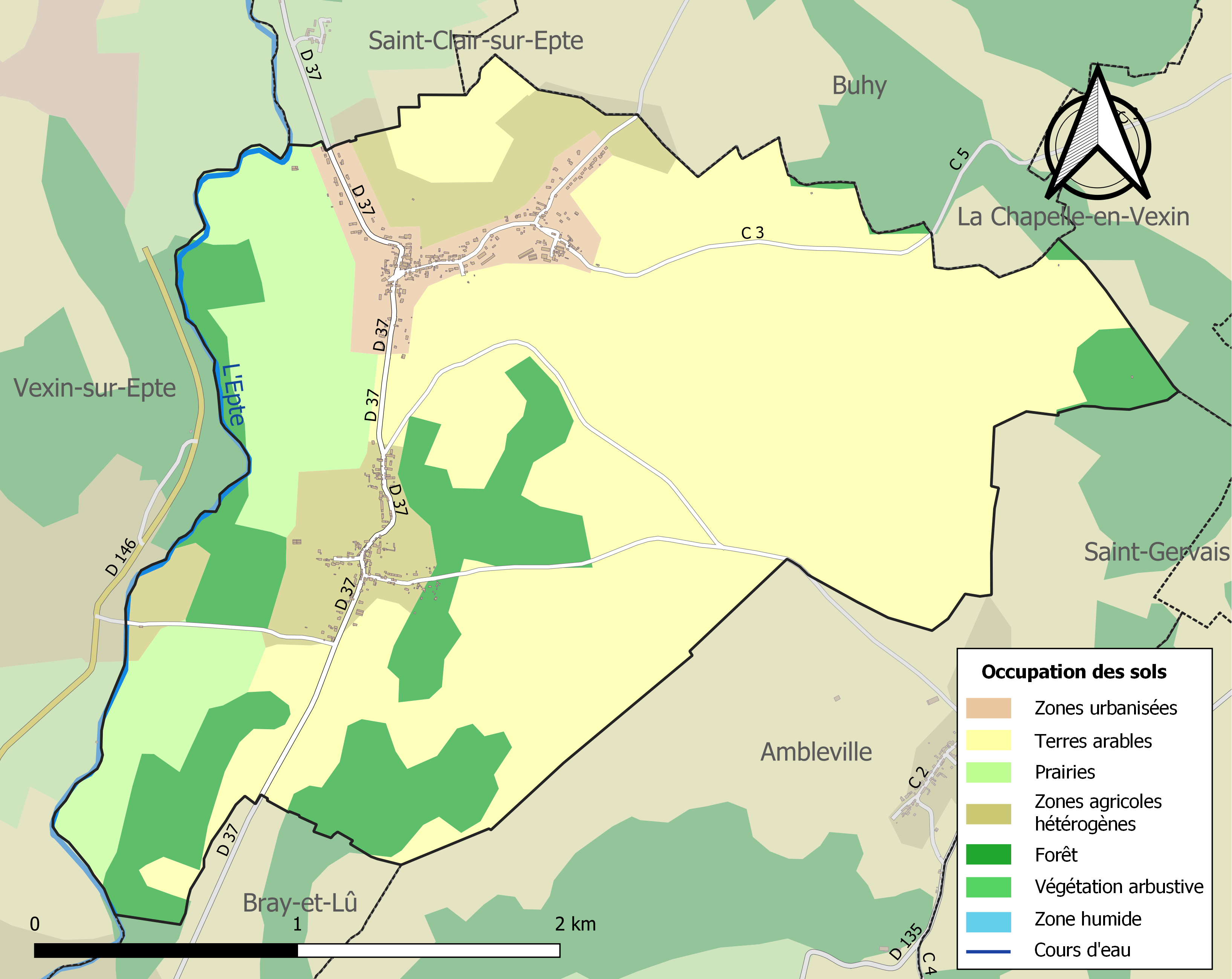
Occupation des sols

### Communes limitrophes
La commune est limitrophe de : Saint-Clair-sur-Epte, Buhy, La Chapelle-en-Vexin, Ambleville, Bray-et-Lû (dans le département du Val-d'Oise) ainsi que Dampsmesnil et Berthenonville (dans le département voisin de l'Eure).
| Berthenonville (Eure) | Saint-Clair-sur-Epte | Buhy                 |
| Dampsmesnil (Eure)    | Montreuil-sur-Epte   | La Chapelle-en-Vexin |
|                       | Bray-et-Lû           | Ambleville           |

### Hydrographie
Comme son nom l'indique, le territoire de la commune est limité à l'ouest par le cours de l'Epte, un affluent en rive droite de la Seine.
Un ruisseau traverse le village et conflue dans l'Epte au lieu-dit Le Petit Marais.

### Climat
Pour des articles plus généraux, voir Climat de l'Île-de-France et Climat du Val-d'Oise.
En 2010, le climat de la commune est de type climat océanique dégradé des plaines du Centre et du Nord, selon une étude du CNRS s'appuyant sur une série de données couvrant la période 1971-2000. En 2020, Météo-France publie une typologie des climats de la France métropolitaine dans laquelle la commune est exposée à un climat océanique et est dans la région climatique Sud-ouest du bassin Parisien, caractérisée par une faible pluviométrie, notamment au printemps (120 à 150 mm) et un hiver froid (3,5 °C).
Pour la période 1971-2000, la température annuelle moyenne est de 10,7 °C, avec une amplitude thermique annuelle de 14,4 °C. Le cumul annuel moyen de précipitations est de 710 mm, avec 11,7 jours de précipitations en janvier et 8,1 jours en juillet. Pour la période 1991-2020, la température moyenne annuelle observée sur la station météorologique la plus proche, située sur la commune d'Étrépagny à 15 km à vol d'oiseau, est de 11,3 °C et le cumul annuel moyen de précipitations est de 774,0 mm,. Pour l'avenir, les paramètres climatiques de la commune estimés pour 2050 selon différents scénarios d'émission de gaz à effet de serre sont consultables sur un site dédié publié par Météo-France en novembre 2022.

## Urbanisme

### Typologie
Au 1er janvier 2024, Montreuil-sur-Epte est catégorisée commune rurale à habitat dispersé, selon la nouvelle grille communale de densité à sept niveaux définie par l'Insee en 2022.
Elle est située hors unité urbaine. Par ailleurs la commune fait partie de l'aire d'attraction de Paris, dont elle est une commune de la couronne,. Cette aire regroupe 1 929 communes,.

### Hameaux et écarts
Deux hameaux sont rattachés à Montreuil-sur-Epte : Ansicourt et Copierres.

Le hameau de Copierres
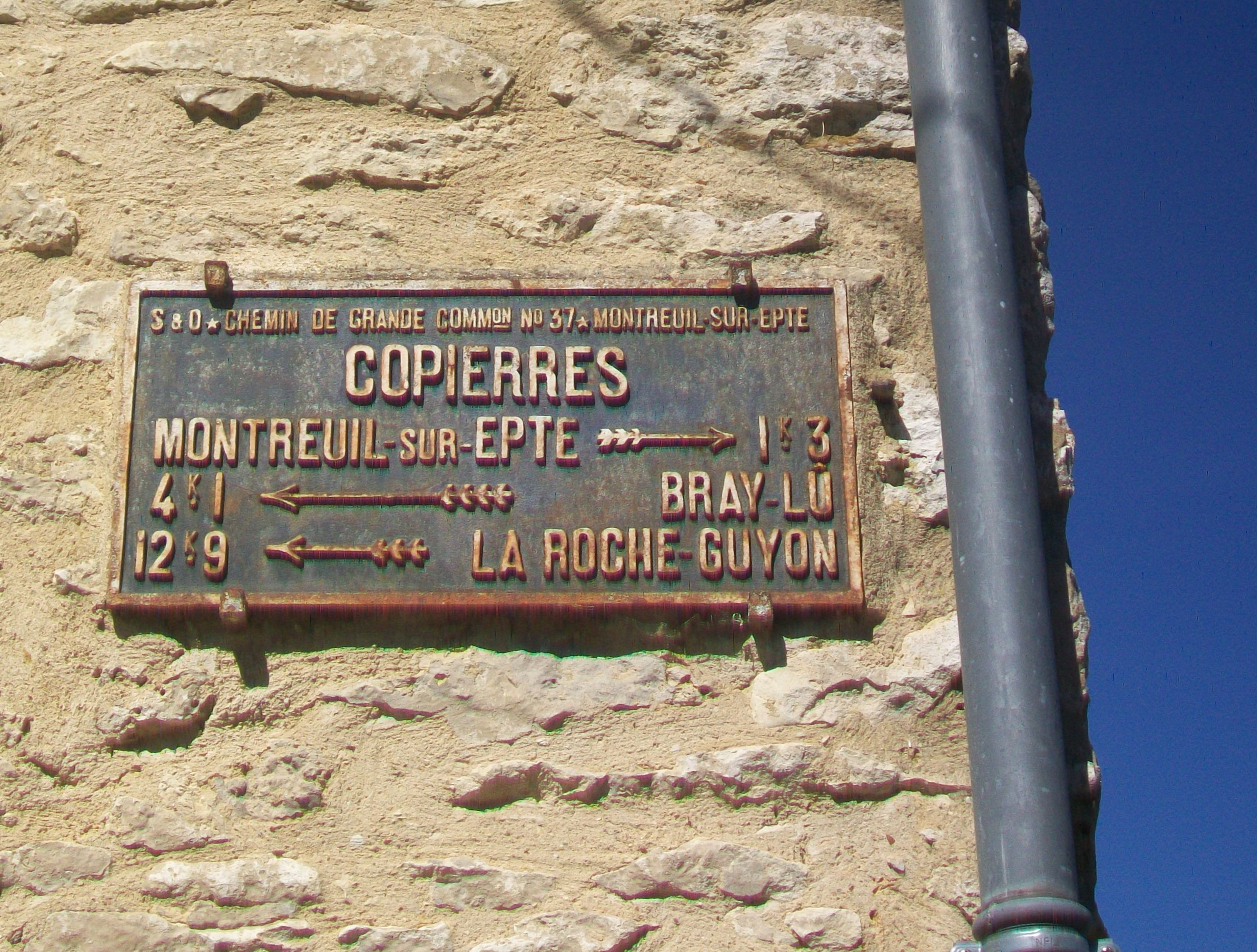
Plaque de cocher
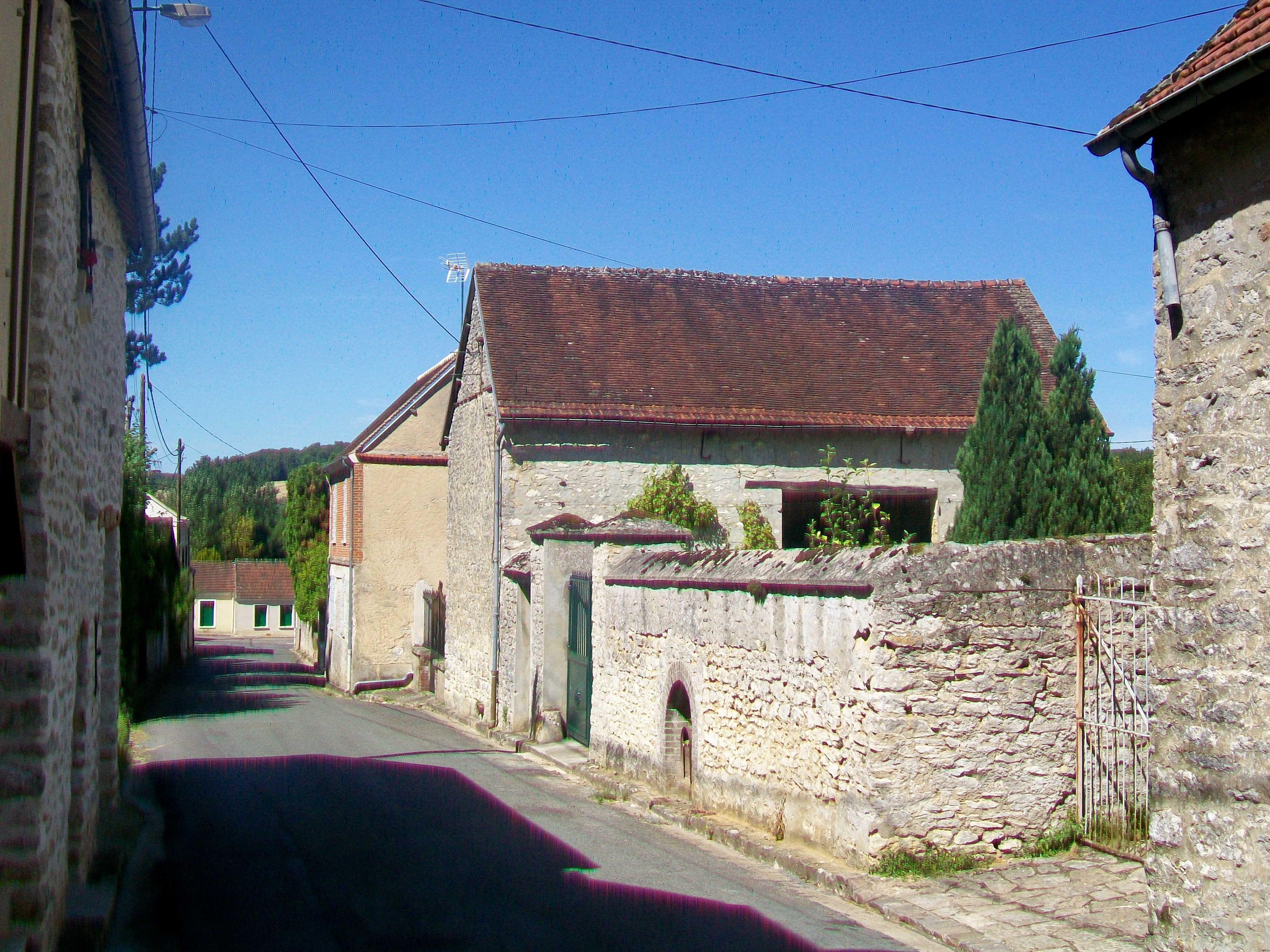
Rue des Fontaines.

## Toponymie
Le nom provient du bas latin *monasteriolum, diminutif de monasterium, couvent, et du cours d'eau éponyme.

## Histoire
Le territoire de la commune est occupé depuis la préhistoire comme l'atteste la découverte de silex taillés.
Anciennement "Monstreuil", le village est une dépendance à l'époque féodale de Coulombs et du diocèse de Rouen. Menacé durant la guerre de Cent Ans, les habitants trouvent refuge au château de Coppières, hameau alors plus peuplé que l'actuel village.
Essentiellement agricole, le village s'ouvre à l'industrie au cours du XIXe siècle avec l'installation en 1862 d'une usine de chaises, qui emploie alors 12 employés.
Le village a été desservi par la  halte d'Aveny-Montreuil  sur l'ancienne la ligne de Gisors à Vernon de 1869 à 1940, facilitant le déplacement des personnes et le transport des marchandises. Curieusement, le nom de la halte associe le nom d'un hameau (Aveny fait partie de la commune de Dampsmesnil) au nom d'une commune. Bien qu'Aveny soit mentionné en premier lieu, l'ancienne halte se situe sur la commune de Montreuil-sur-Epte.

## Politique et administration

### Rattachements administratifs et électoraux

#### Rattachements administratifs
Antérieurement à la loi du 10 juillet 1964, la commune faisait partie du département de Seine-et-Oise. La réorganisation de la région parisienne en 1964 fit que la commune appartient désormais au département du Val-d'Oise et à son arrondissement de Pontoise après un transfert administratif effectif au 1er janvier 1968.
Elle faisait partie depuis 1801 du canton de Magny-en-Vexin de Seine-et-Oise puis du Val-d'Oise. Dans le cadre du redécoupage cantonal de 2014 en France, cette circonscription administrative territoriale a disparu, et le canton n'est plus qu'une circonscription électorale.

#### Rattachements électoraux
Pour les élections départementales, la commune est membre depuis 2014 du canton de Vauréal
Pour l'élection des députés, elle fait partie de la première circonscription du Val-d'Oise.

### Intercommunalité
Montreuil-sur-Epte est membre depuis 2013 de la communauté de communes Vexin - Val de Seine, un établissement public de coopération intercommunale (EPCI) à fiscalité propre créé en 2005 et auquel la commune a transféré un certain nombre de ses compétences, dans les conditions déterminées par le code général des collectivités territoriales.

### Liste des maires
| Période                                  | Période  | Identité            | Étiquette | Qualité                         |
| ---------------------------------------- | -------- | ------------------- | --------- | ------------------------------- |
| Les données manquantes sont à compléter. |          |                     |           |                                 |
| mai 1925                                 | ?        | M. Reinneville      |           |                                 |
|                                          |          |                     |           |                                 |
| 2001                                     | 2008     | Martine Versyck     | DVD       |                                 |
| mars 2008                                | En cours | Jean-Pierre Javelot |           | Réélu pour le mandat 2014-2020, |

## Population et société

### Démographie
L'évolution du nombre d'habitants est connue à travers les recensements de la population effectués dans la commune depuis 1793. Pour les communes de moins de 10 000 habitants, une enquête de recensement portant sur toute la population est réalisée tous les cinq ans, les populations de référence des années intermédiaires étant quant à elles estimées par interpolation ou extrapolation. Pour la commune, le premier recensement exhaustif entrant dans le cadre du nouveau dispositif a été réalisé en 2006.

En 2022, la commune comptait 382 habitants, en évolution de −9,48 % par rapport à 2016 (Val-d'Oise : +4 %, France hors Mayotte : +2,11 %).
| 1793 | 1800 | 1806 | 1821 | 1831 | 1836 | 1841 | 1846 | 1851 |
| ---- | ---- | ---- | ---- | ---- | ---- | ---- | ---- | ---- |
| 298  | 304  | 326  | 362  | 355  | 368  | 364  | 357  | 380  |

| 1856 | 1861 | 1866 | 1872 | 1876 | 1881 | 1886 | 1891 | 1896 |
| ---- | ---- | ---- | ---- | ---- | ---- | ---- | ---- | ---- |
| 383  | 366  | 350  | 317  | 315  | 320  | 304  | 305  | 289  |

| 1901 | 1906 | 1911 | 1921 | 1926 | 1931 | 1936 | 1946 | 1954 |
| ---- | ---- | ---- | ---- | ---- | ---- | ---- | ---- | ---- |
| 286  | 246  | 257  | 219  | 245  | 209  | 191  | 211  | 230  |

| 1962 | 1968 | 1975 | 1982 | 1990 | 1999 | 2006 | 2011 | 2016 |
| ---- | ---- | ---- | ---- | ---- | ---- | ---- | ---- | ---- |
| 202  | 231  | 182  | 202  | 299  | 350  | 438  | 442  | 422  |

| 2021 | 2022 | - | - | - | - | - | - | - |
| ---- | ---- | - | - | - | - | - | - | - |
| 390  | 382  | - | - | - | - | - | - | - |

## Culture locale et patrimoine

### Lieux et monuments

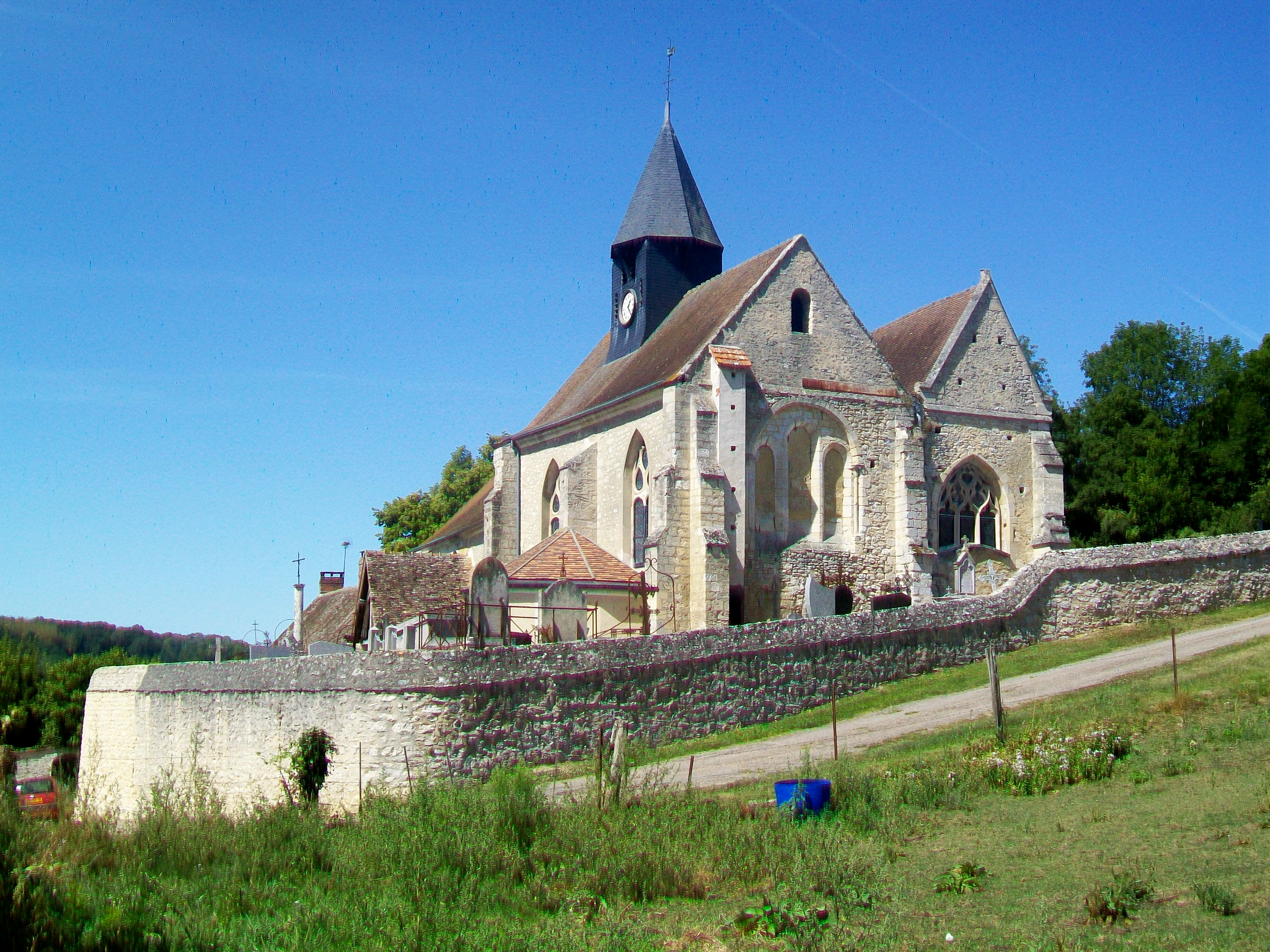
Vue sur l'église depuis l'est.

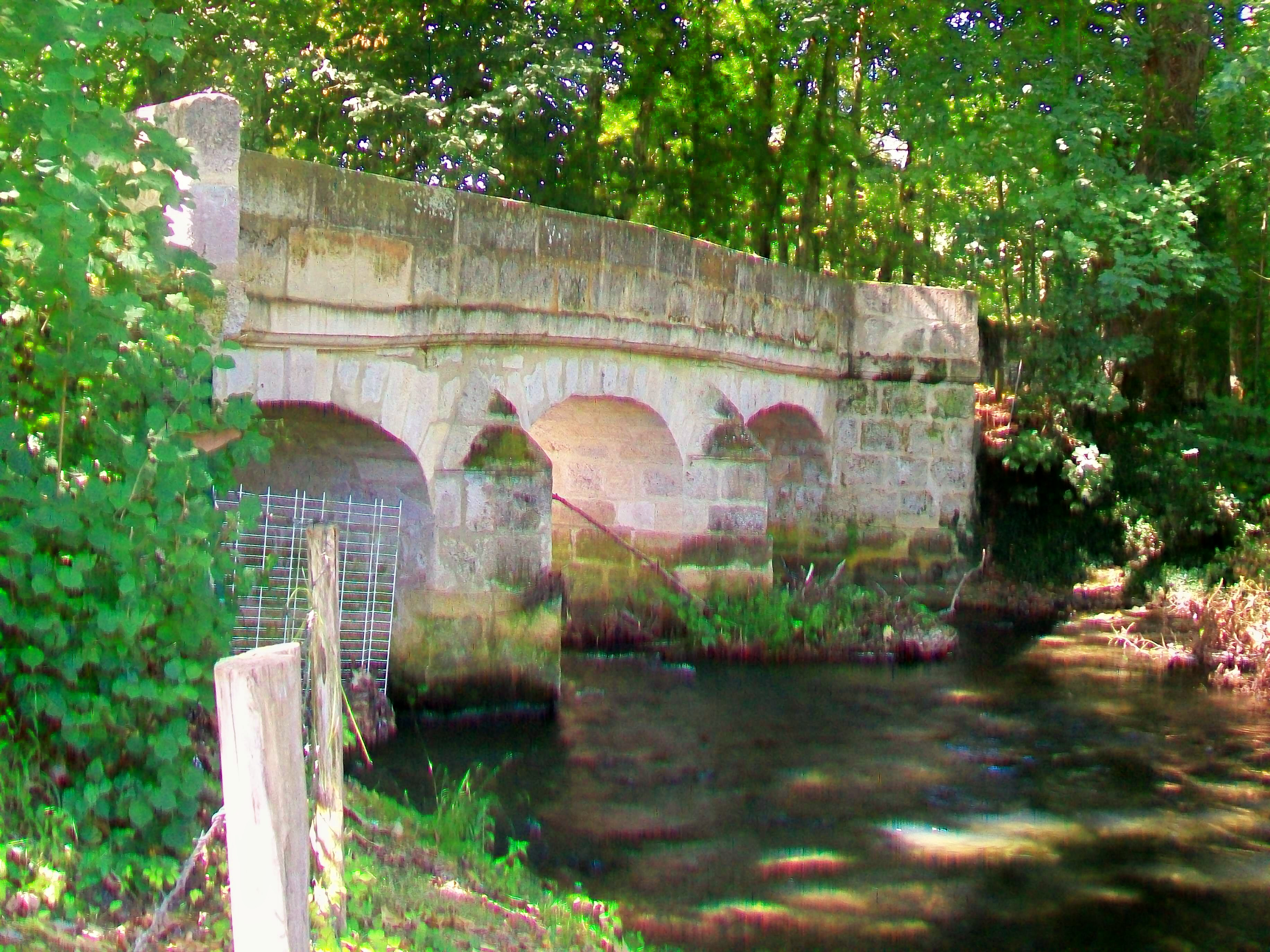
Le pont d'Aveny, côté nord.

Montreuil-sur-Epte compte trois monuments historiques sur son territoire, dont un, le pont d'Aveny est à moitié situé sur la commune limitrophe de Dampsmesnil :
- Église Saint-Denis (de) (inscrite monument historique par arrêté du 14 novembre 1985, y compris l'escalier extérieur[23])

De style gothique, elle se situe sur le flanc d'une butte dominant la rue principale du village depuis le nord. De l'église du XIIIe siècle, ne subsiste que le chœur au chevet plat, long de deux travées, ainsi que des pans de mur de la nef. Les dommages subis pendant la guerre de Cent Ans n'ont jamais été correctement réparés, de sorte que les autres parties doivent être remplacés au cours du XVIe siècle.
D'abord, à partir de 1520, le chœur est doté d'une chapelle latérale de style gothique flamboyant au nord, portant sur une travée. Une seconde chapelle suit un peu plus tard, avec un toit indépendant et un pignon tourné vers le nord, mais formant un collatéral avec la chapelle précédente. Le chœur et ce collatéral sont voûtés sur croisées d'ogives, et le chœur présente des chapiteaux de crochets et de feuillages, alors que les nervures sont pénétrantes dans le collatéral. En 1578 seulement, la nef reçoit un bas-côté au nord, non voûté et communiquant avec la nef par trois arcades en tiers-point. La nef est rebâtie également, mais conserve son plafond plat en bois. Les baies sont en plein cintre, du fait de l'influence de l'architecture Renaissance, mais leur remplage de ciment est de date récente.
En 1598, un porche est ajouté devant le portail principal, qui se situe au centre de la façade méridionale de la nef. Les pilastres encadrant la porte, l'écusson ornant le linteau, le fronton et son petit clocheton en font une œuvre représentative de la Renaissance. Le clocher en charpente s'élève au-dessus de la première travée du chœur. Il est couvert d'ardoise et abrite trois cloches dont l'une pèse 500 kg, fondue en 1842. Un escalier de vingt-quatre marches donne accès au porche depuis la rue,.
- Pont d'Aveny (de), sur la voie communale reliant le hameau de Copierres au hameau d'Aveny (classé monument historique par arrêté du 4 juillet 1995[26])

Il franchit l'Epte et en même temps la limite entre les départements du Val-d'Oise et de l'Eure, et la limite entre l'Île-de-France et la Haute-Normandie. Le pont en pierre de taille comporte trois arches voûtées en anse de panier. Les avant et arrière-becs symétriques de section triangulaire servent à réduire la résistance à l'eau. Ces éléments ainsi que la corniche à la base du parapet sont caractéristiques des ponts du XVIIIe siècle. Le pont d'Aveny a été construit entre 1744 et 1746 sous la direction de M. Martinet, ingénieur des ponts et chaussées, en remplacement d'un vieux pont en bois.
C'est un des derniers édifices de ce type à subsister, les autres ayant bien souvent été détruits pour l'élargissement des voies de communication. Fermé à la circulation automobile en 1993, le pont a été rouvert une quinzaine d'années plus tard.
- Allée couverte de la Roche-à-Clet, à Copierres, au lieu-dit Les Fontaines, en contrebas du chemin rural no 11 - GR de pays (classé monument historique par arrêté du 7 mai 1895[27])

Elle a été découverte en 1886 et étudiée en 1891 par le préhistorien Émile Collin. Elle se compose de parois de grandes dalles calcaires formant couloir et d'une chambre funéraire ; l'ensemble était peut-être enfoui à l'origine sous un tumulus. Le remblai autour de l'allée couverte ne date toutefois que de l'époque romaine. Il s'agit d'une sépulture collective de la civilisation Seine-Oise-Marne, où les corps étaient allongés sur un lit de chaux afin d'accélérer leur décomposition. Les défunts étaient inhumés avec des bijoux, des armes et des outils de différente nature.
Contrairement à ce que son nom indique, l'allée couverte est aujourd'hui dépourvue des dalles qui la recouvraient. La végétation envahit l'intérieur et les abords. Le monument se situe au sein d'un champ et appartient à une association. Aucun sentier n'y donne accès, et la présence du monument n'est pas indiquée.
On peut également signaler :
- Croix de cimetière : la croix elle-même n'est qu’une petite croix en fer forgé toute simple, montée en haut d'un fût cylindrique sur un socle cubique. Le soubassement octogonal avec ses trois paliers est digne d'intérêt.
- L'ancienne remise de la pompe à incendie, RD 37, en bas de l'église : elle a été construite peu avant ou après l'an 1900 et représente un exemple caractéristique de ce type de bâtiment. Outre la pompe à incendie, les seaux et les tuyaux, elle abritait le corbillard[25],[28].
- La mairie abrite une collection d'outils préhistoriques trouvés sur le territoire de la commune par François-Arsène Foucard (1858-1942), journalier passionné par la préhistoire[25],[29]. (Sans illustration.)
- Le moulin d'En-bas : situé à l'ouest de la RD 37, il est accessible en haut par un court chemin privée depuis la route, et en bas par le chemin rural dit des Marais, qui passe par « la Cavée » (voir ci-dessous). La vocation de la maison de moulin à eau n'est pas facilement  visible, la roue à aubes et le bief se situant à l'arrière, au nord. L'eau arrive en haut de la roue, disposition prise en raison du faible débit[25]. (Sans illustration.)
- « La Cavée » : chemin passant par-dessous de la RD 37 grâce à un pont, afin de permettre l'accès au moulin d'En-bas. Le canal de déversement du bief accompagne en grande partie ce chemin, sauf sur la rampe d'accès. La différence de niveau a nécessité l'aménagement d'une petite cascade artificielle.
- Le lavoir, rue du Ruisseau : il est alimenté en eau par le ruisseau canalisé qui court le long de la rue (voir ci-dessous), et qui change de côté pour passer près du lavoir. Le petit bassin en béton est entouré de murs badigeonnés de trois côtés, et les emplacements des lavandières sont protégés par trois toits en appentis formant atrium. Ils sont couverts de tuiles mécaniques. Dans sa forme actuelle, le lavoir ne date que de 1929[30], ce qui en fait l'un des plus récents du Vexin français.
- Le moulin d'En-haut : il conserve sa roue à aubes, dissimulé sous un appentis devant le pignon nord du bâtiment. Ce dernier reste à peu près dans son état d'origine, ce qui fait son intérêt architectural en dépit de l'absence d'un style particulier.

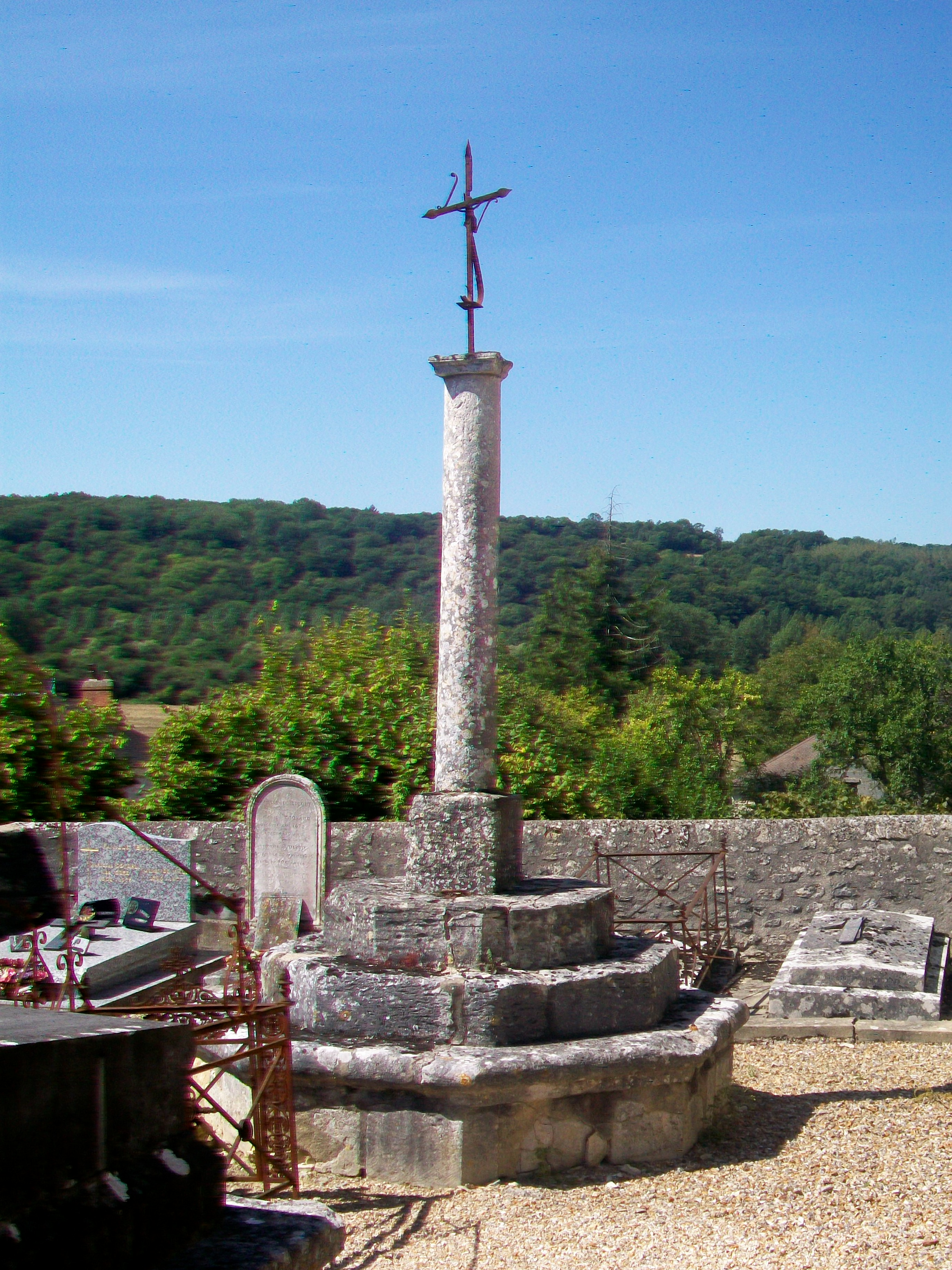
Croix de cimetière.
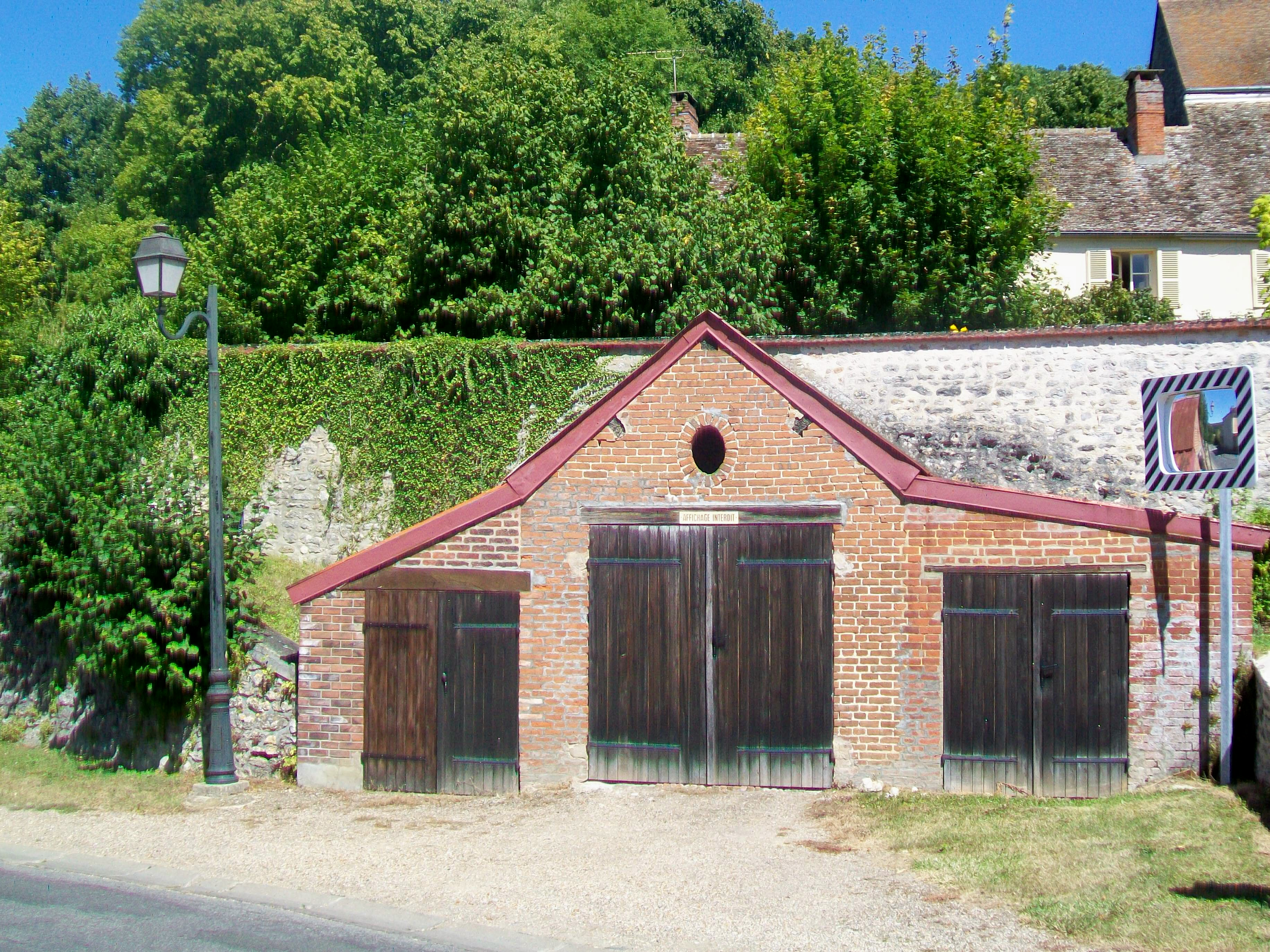
Remise de la pompe.
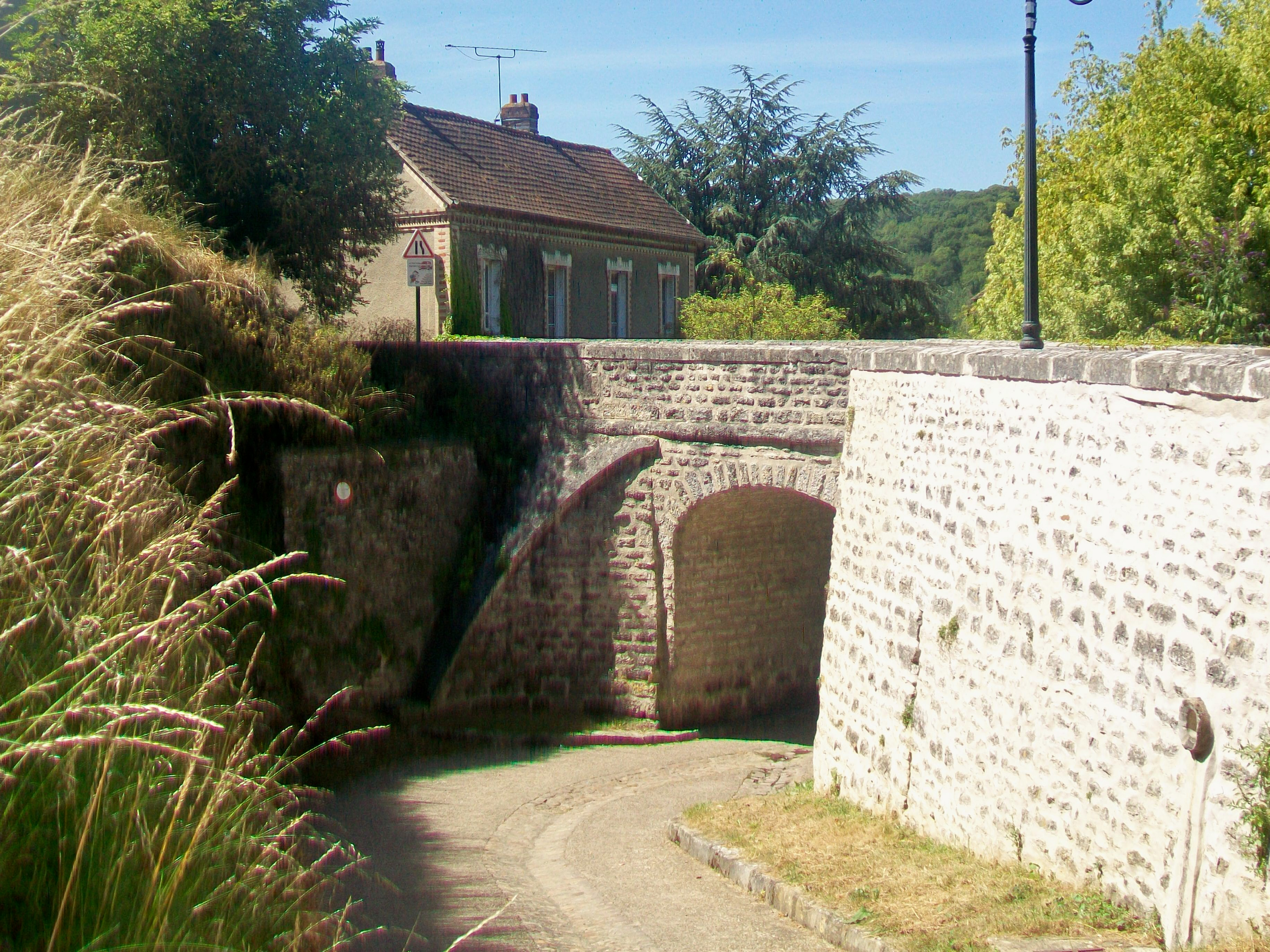
« La Cavée ».
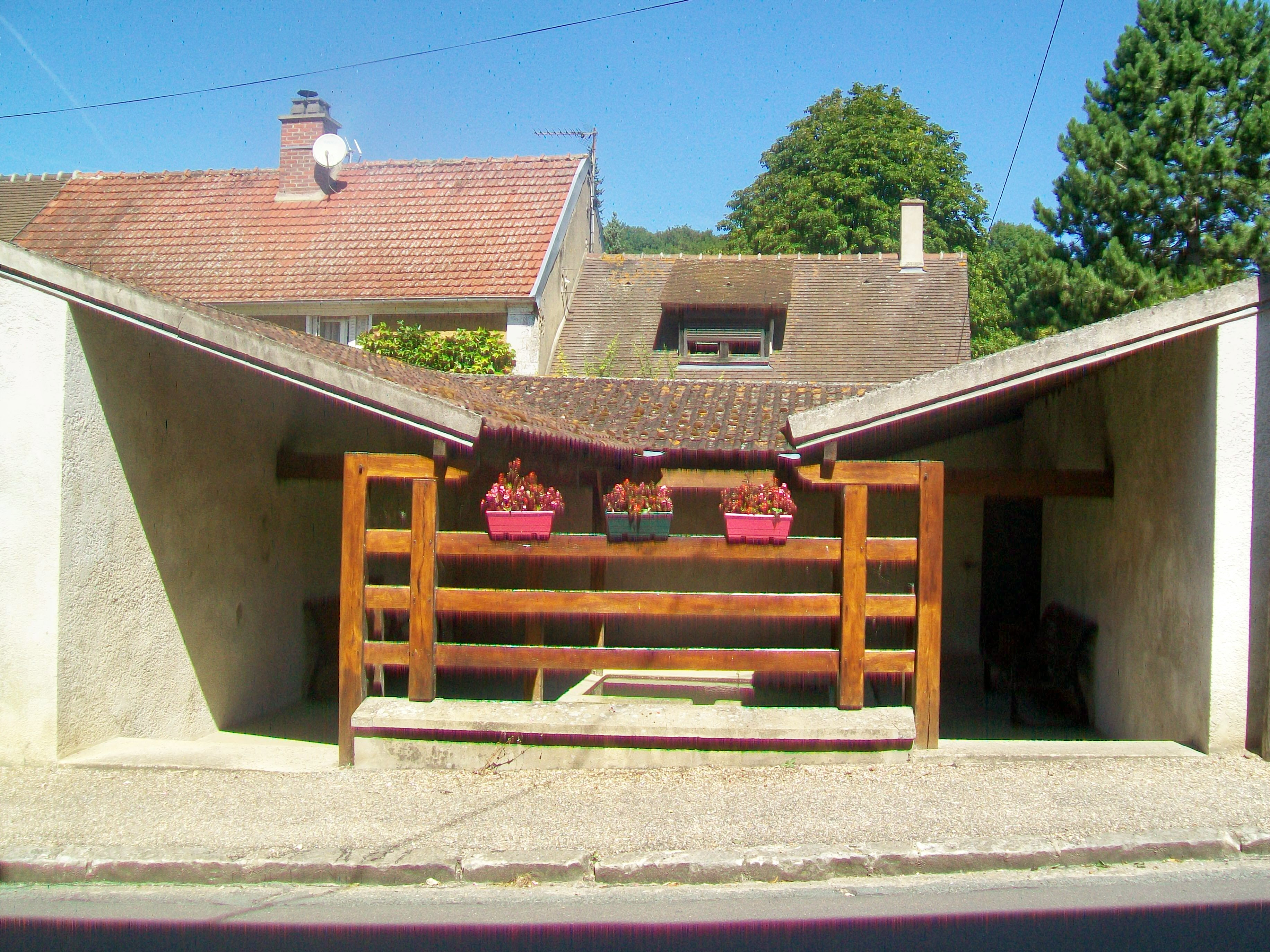
Lavoir de Montreuil.
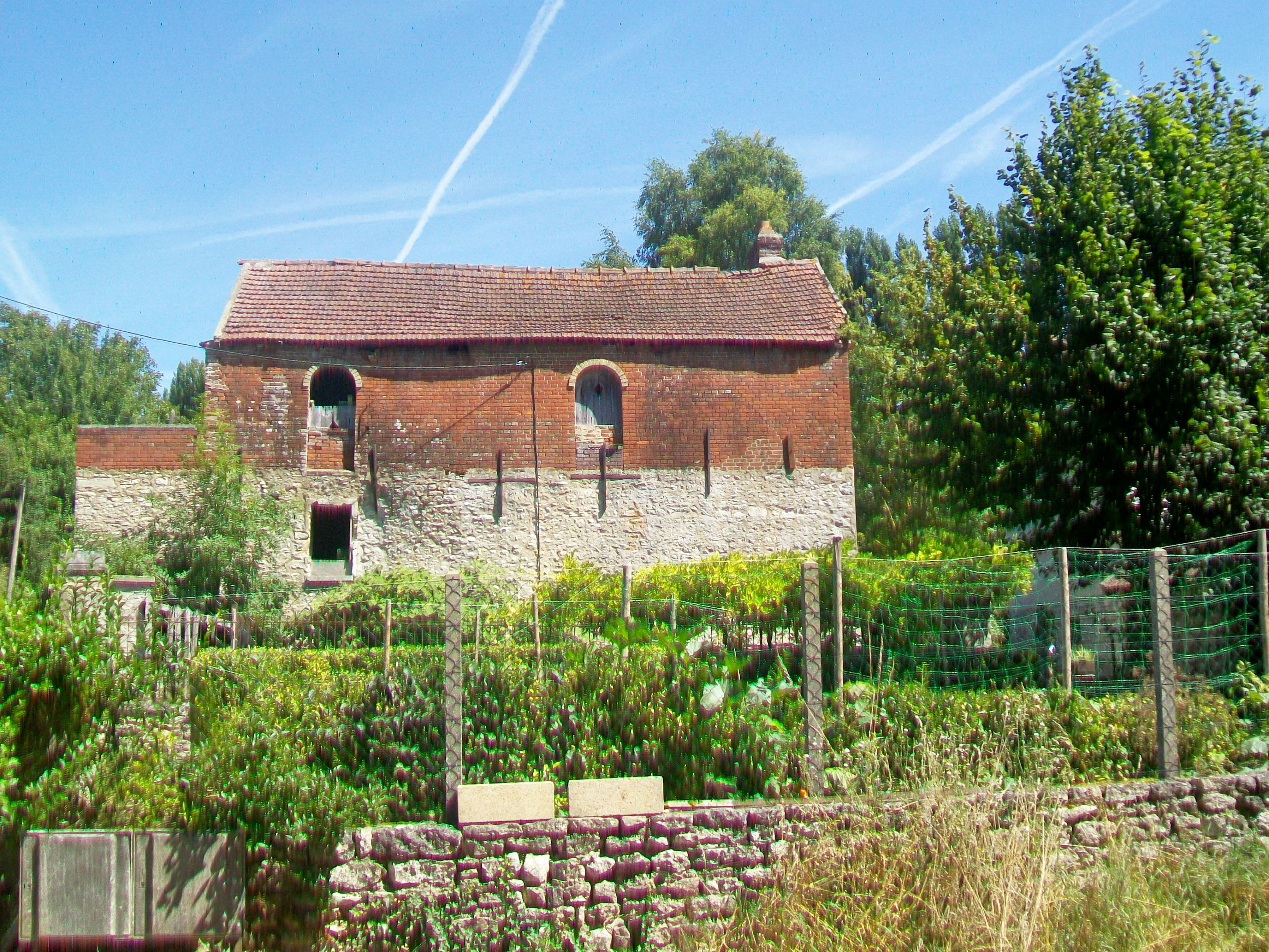
Le moulin d'En-haut.

- Le bief des moulins, rue du Ruisseau : Un ruisseau à fort débit prenant sa source en haut du village, au nord-est, a été canalisé de sorte de pouvoir servir de bief aux deux moulins à eau, le moulin d'En-haut et le moulin d'En-bas. Le bief longe la rue du Ruisseau sur toute sa longueur, essentiellement à découvert, changeant trois fois de côté. En amont du moulin d'En-haut, où la déclivité de la rue est trop importante, une solution originale a été appliquée : le bief est aménagé au haut du mur de clôture du terrain à droite de la rue et prend la forme d'un aqueduc[25].
- Croix de chemin, à la sortie sud du village, RD 37 : la petite croix monolithique est plantée en haut du talus, à gauche en sortant du village. Ses bras sont courts et larges, mais il ne s'agit pas d'une croix pattée. La datation est incertaine[31].
- Croix de Copierres, devant le portail sud du domaine du château, RD 37 : elle provient de la place de Copierres et date du XIXe siècle, au moins en ce qui concerne la petite croix en fer forgé et le fût tout simple[31]. Le piédestal composé de deux blocs de pierre et d'une dalle portent les marques du temps et paraît plus ancien.
- Château de Copierres : un château du XIXe siècle et une ferme occupent l'emplacement du château du Moyen Âge édifié par la famille de Trie. Quelques pans du mur subsistent du château d'origine. La cour de ferme se situe côté rue ; curieusement, la remise en colombages est directement attenante au château. La façade principale ouest du château donne sur le parc et n'est pas visible depuis le domaine public.
- Fontaine de Copierres, RD 37 à Copierres : elle se situe dans un renfoncement du mur de soutènement d'une propriété, sous une basse arcade au profil non symétrique. L'eau sort par un trou dans le mur et se déverse dans une auge taillée dans un bloc de pierre, puis le surplus d'eau se jette sur le trottoir où il est absorbé par la canalisation publique.

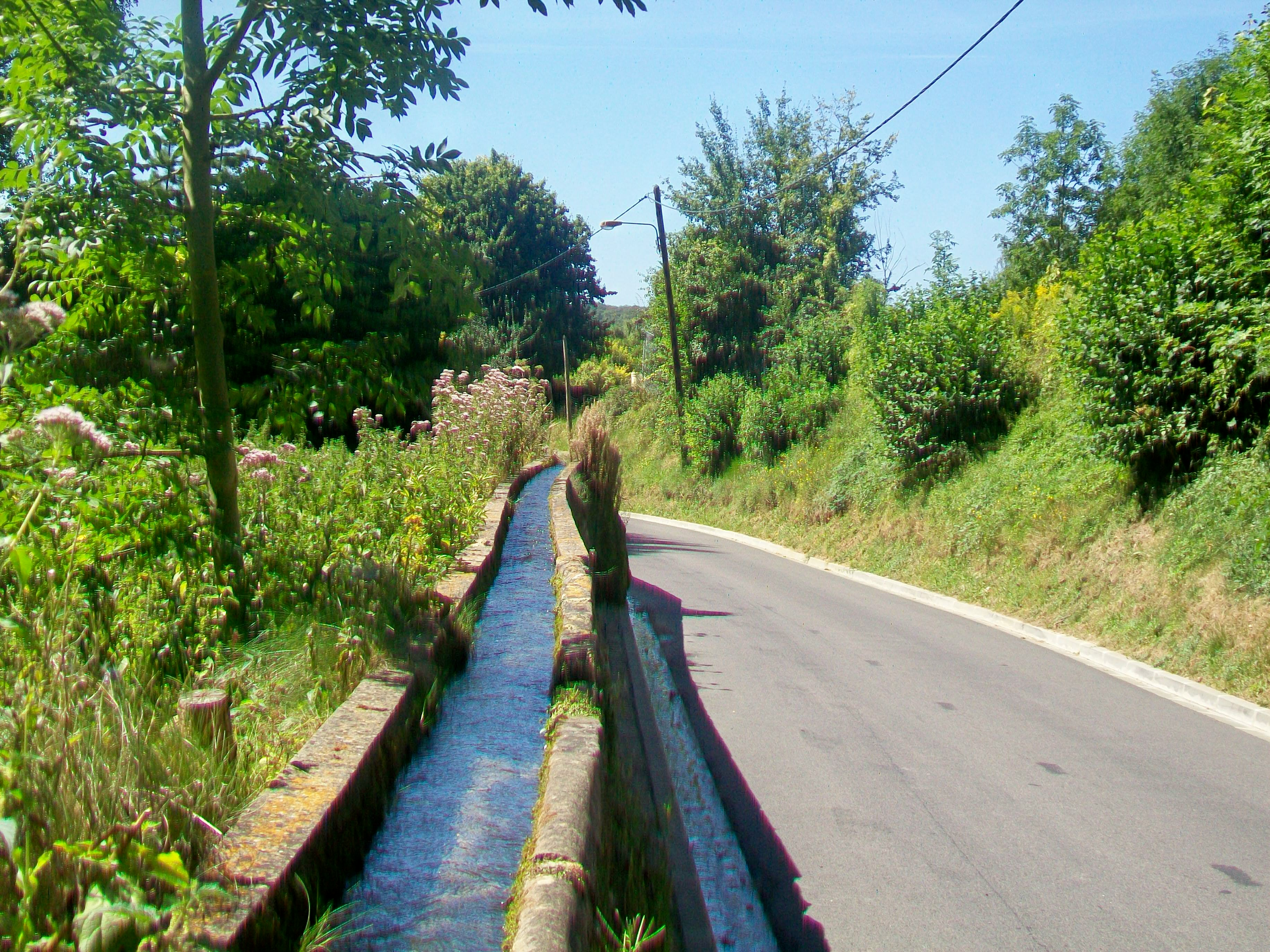
Bief des moulins.
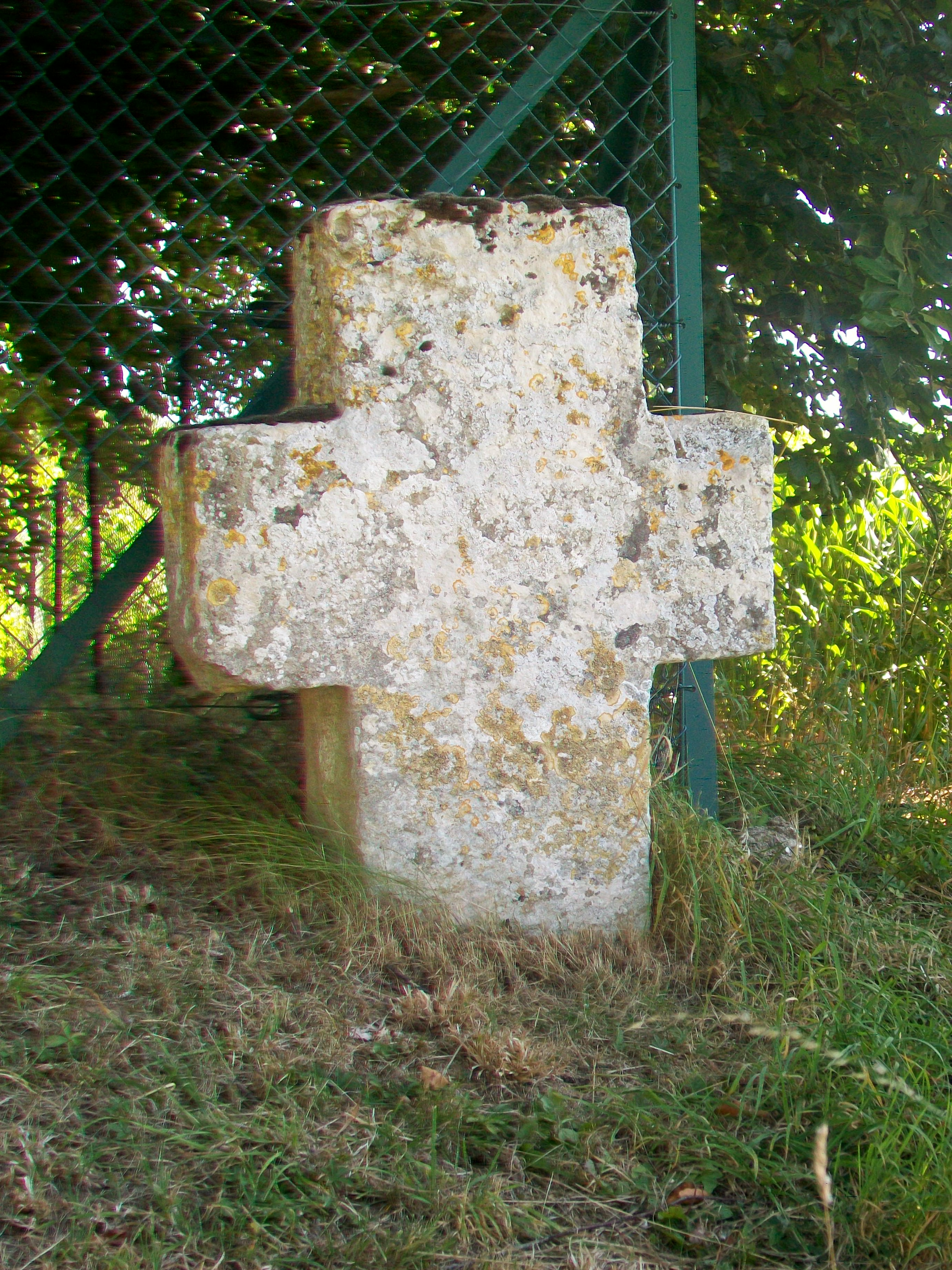
Croix de chemin.
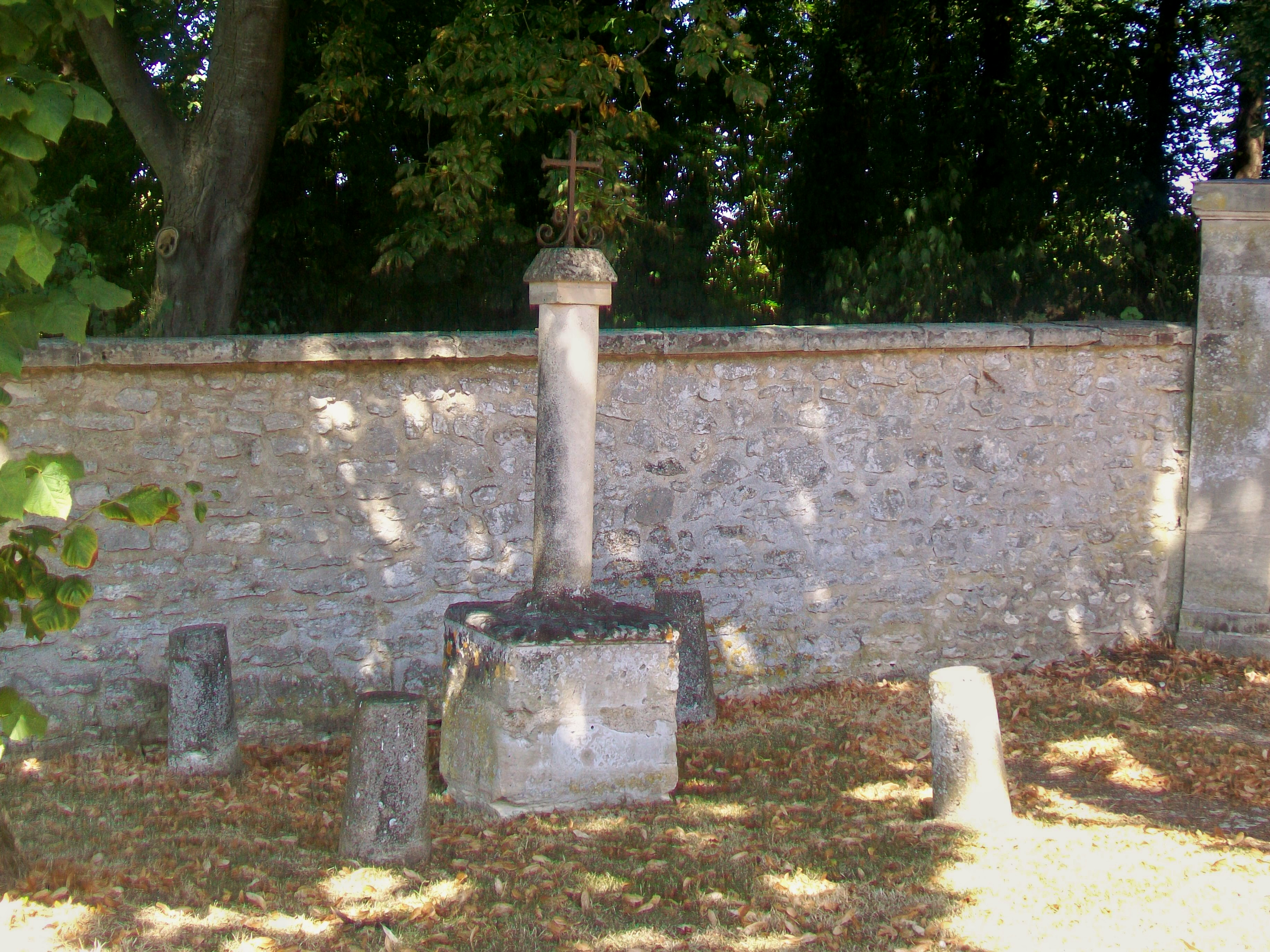
Croix de Copierres.
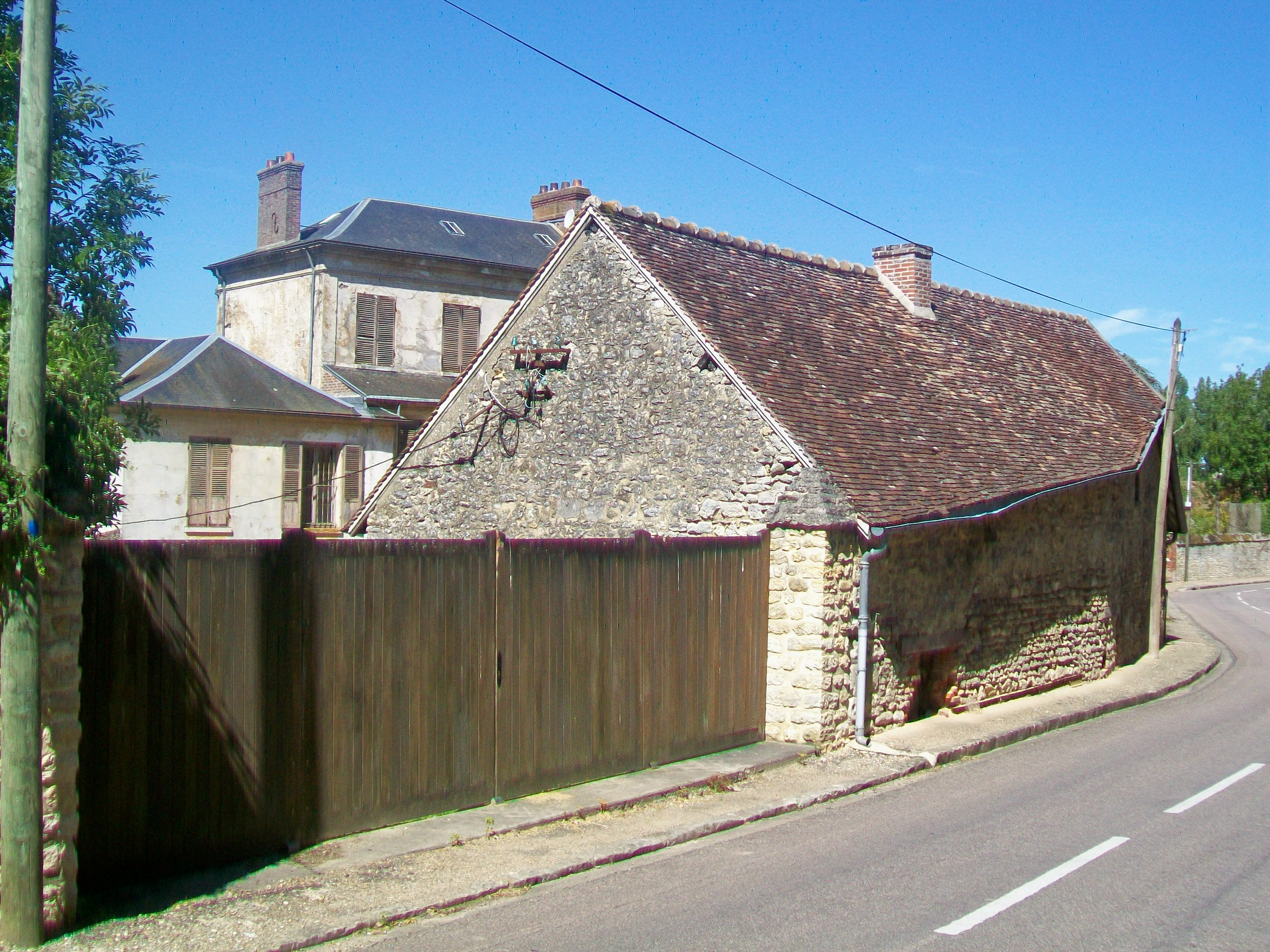
Château de Copierres.
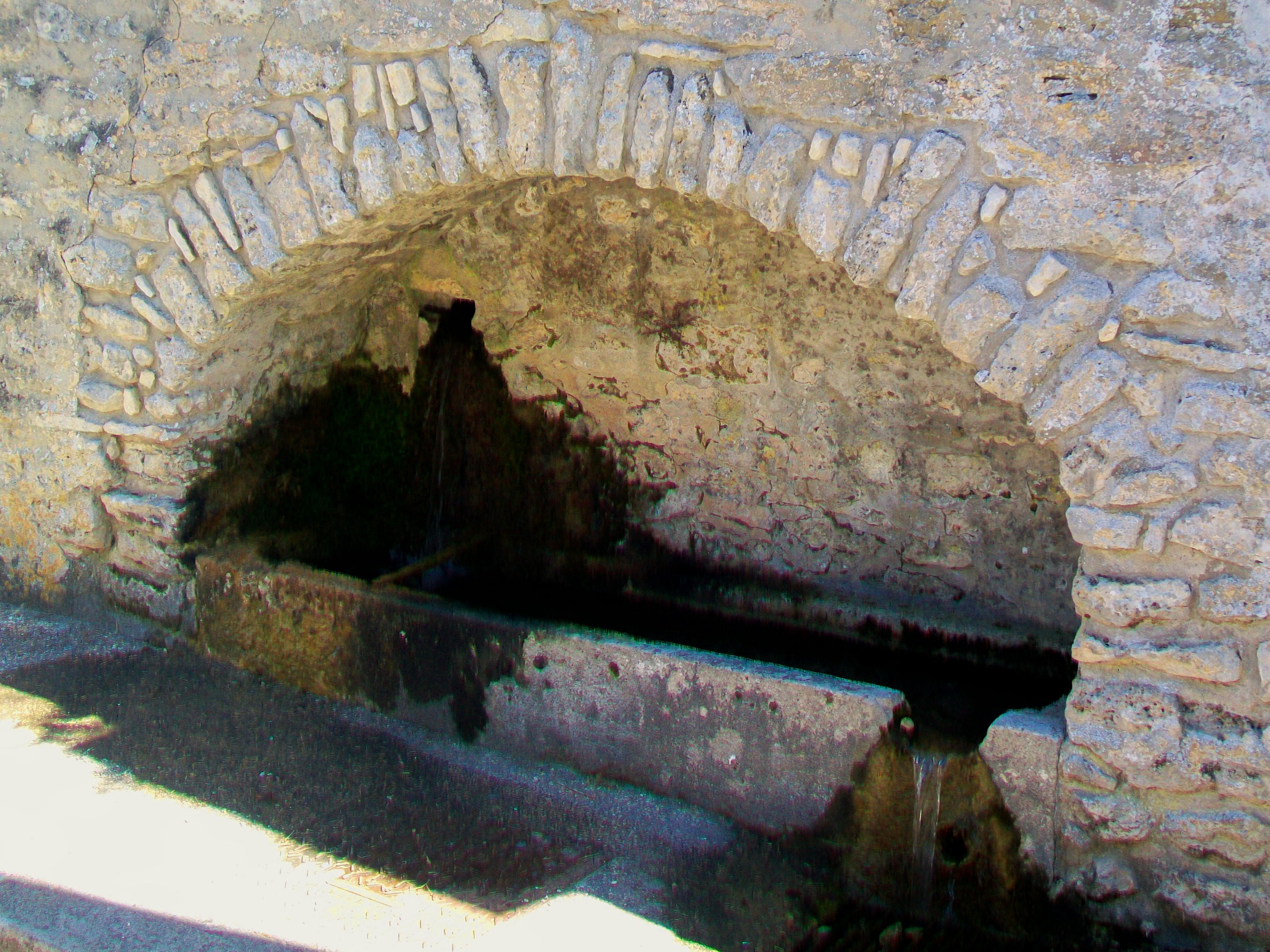
Fontaine de Copierres.

- Petit lavoir avec source, RD 37 à Copierres : il est pris entre deux propriétés privés et n'est guère visible depuis la rue, mais le bruissement de l'eau de la source indique sa position. Le bassin n'est accessible que du côté droit, et la plate-forme destinée aux lavandières est protégé par un toit sommaire. La source du lavoir est recouverte de mousses et entouré de plantes appréciant le milieu humide[30].
- L'ancienne halte d'Aveny-Montreuil, sur la voie communale reliant Copierres à Aveny par le pont d'Aveny  Le petit bâtiment se présente sous la forme caractéristique des maisons de garde-barrière, avec un petit annexe servant à l'accueil des voyageurs.
- L'ancienne ligne de chemin de fer est devenue une partie de l'Avenue verte London-Paris, un itinéraire de randonnée/piste cyclable. Un autre sentier de randonnée, le GRP de la Vallée de l'Epte, passe dans la commune.
- Lavoir des Fontaines, rue des Fontaines à Copierres : l'aspect de ce lavoir situé en haut du hameau, à la lisière d'un bois, n'a que peu changé depuis des décennies. Le bassin n'est accessible que d'un côté, et il n'y a point de couverture. La fontaine se situe au chevet du bassin et se présente comme un bac où se déverse l'eau de la source[30].
- « La Croix Penchée », à l'est de Copierres sur le plateau, sur la voie communale d'Aveny à Magny-en-Vexin, près de la limite avec la commune d'Ambleville et face à son hameau du Vaumion : datée du XVIIe siècle, cette croix monolithique se présente comme une colonne de pierre en état brut, dont seule l'extrémité supérieure est sculpté avec soin (les angles sont chanfreinés)[31]. Les bras de la croix étant très courts, elle est souvent qualifiée à tort de croix pattée.

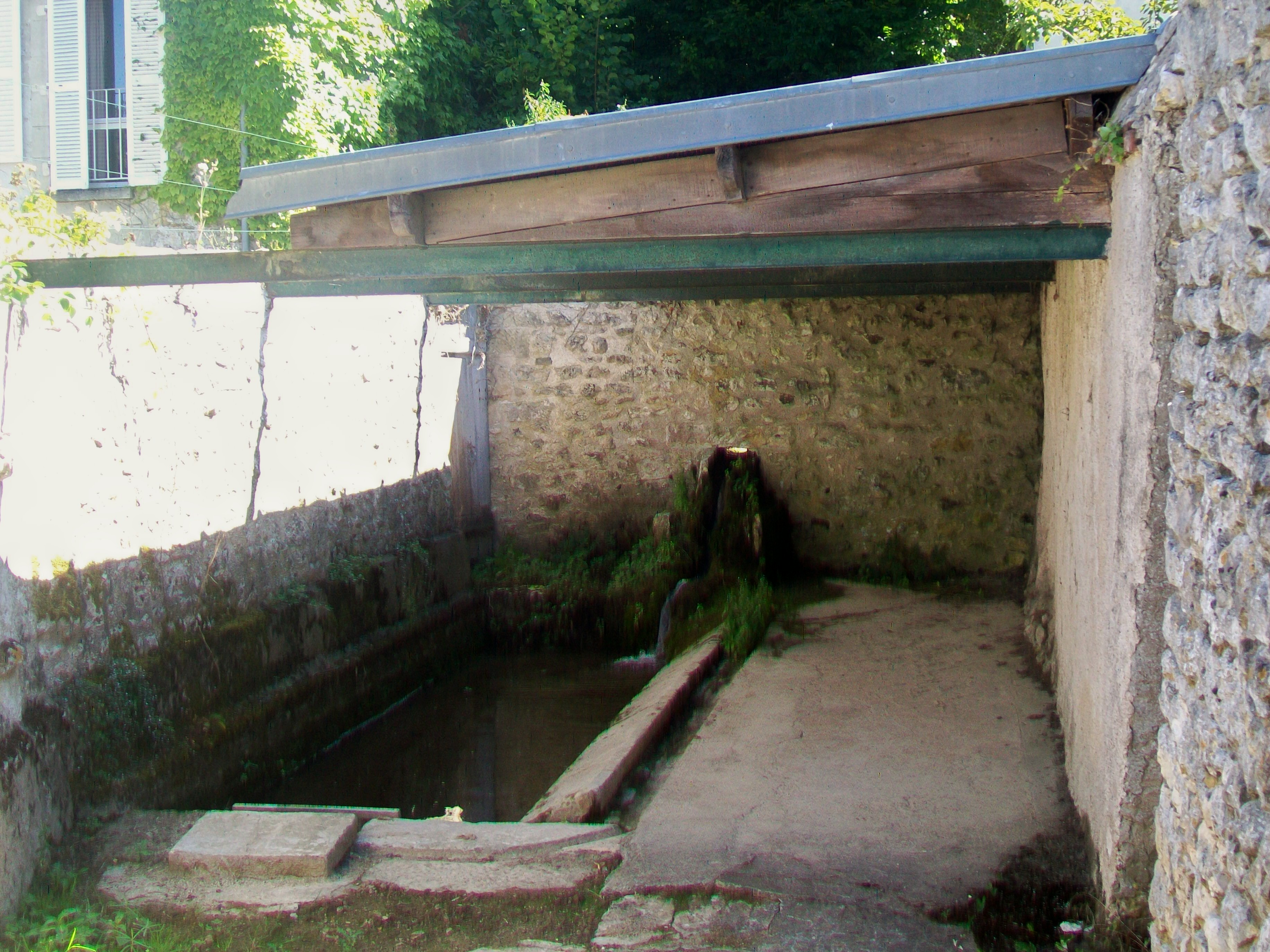
Petit lavoir de Copierres.
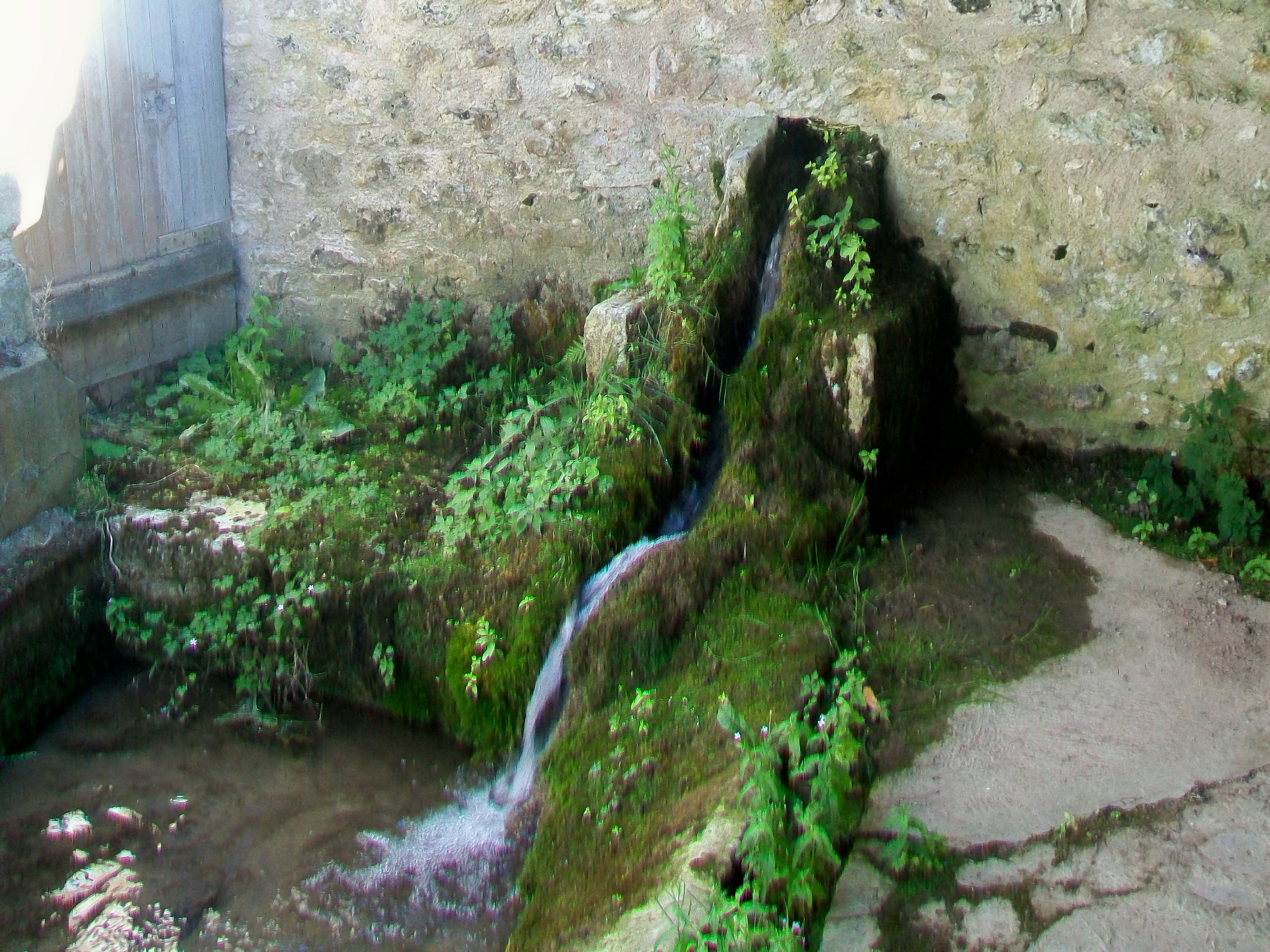
Source du petit lavoir.
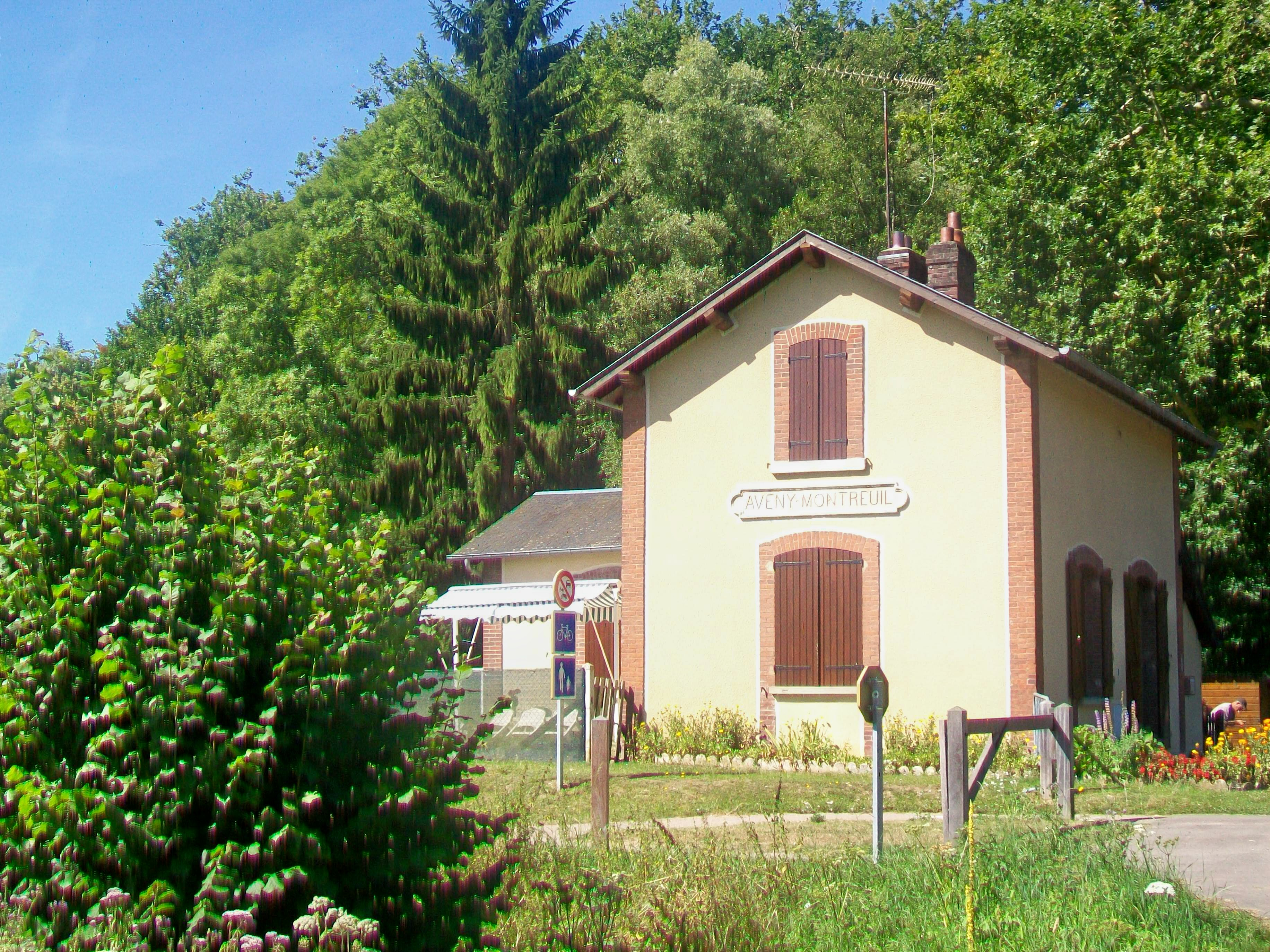
Halte d'Aveny-Montreuil.
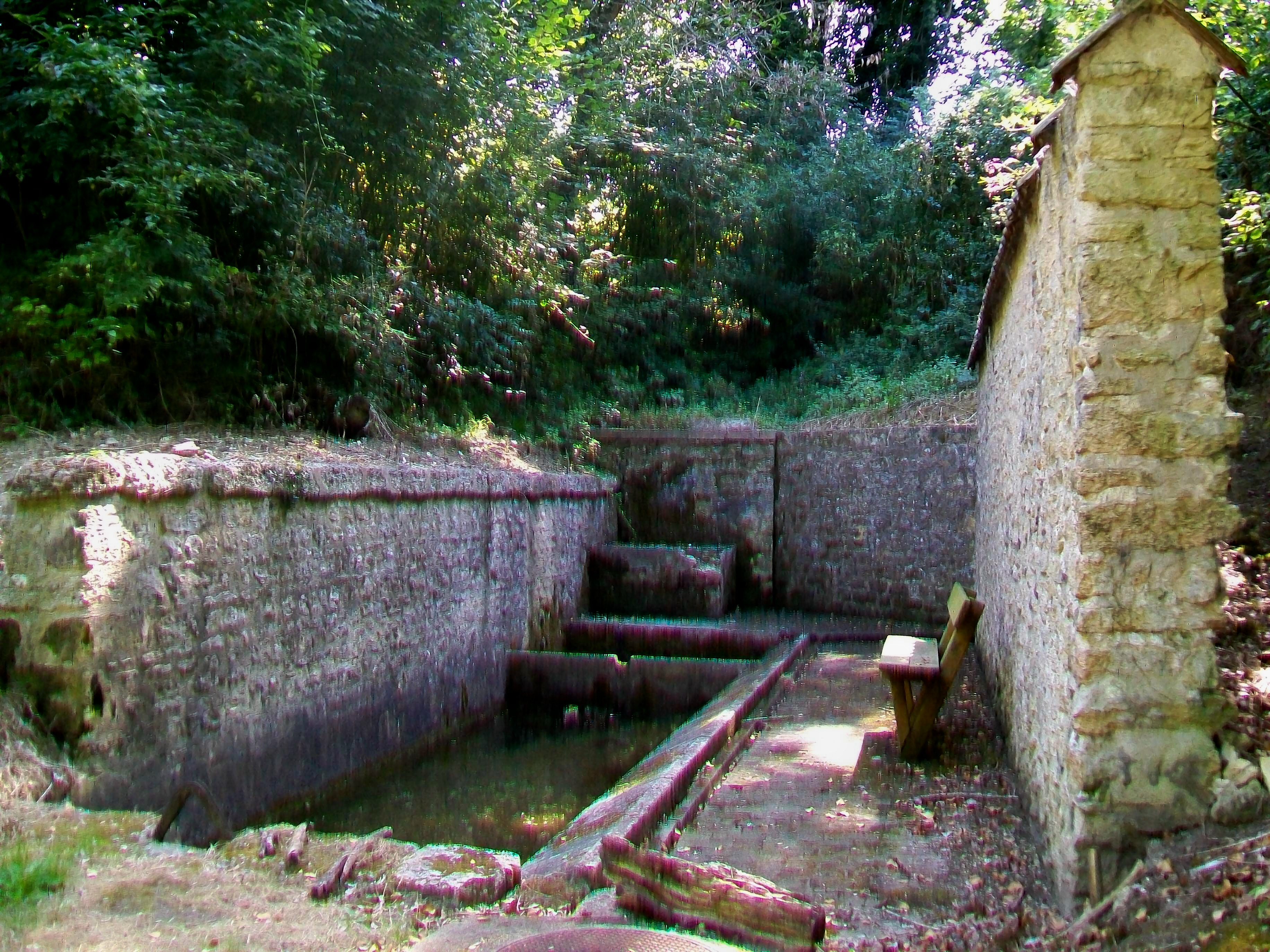
Lavoir des Fontaines.
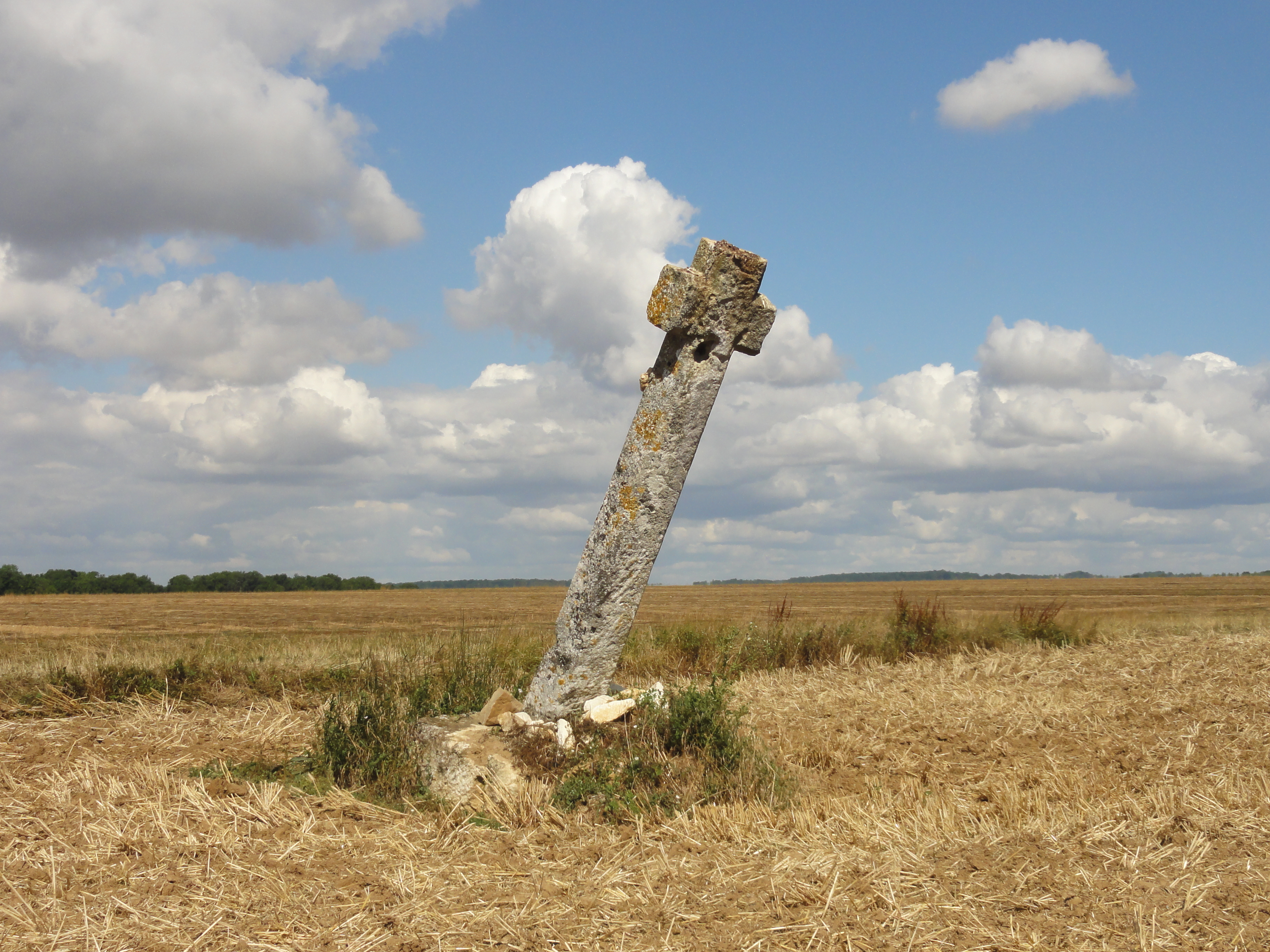
La Croix Penchée.

### Personnalités liées à la commune
- Trois soldats britanniques, le pilote Eric Sloate, Ronal Hall et le caporal Frederick Pink, tués à bord de leur char Sherman par un obus allemand le 29 août 1944, lors des combats de la Libération de la France. Une stèle implantée sur la route du Pont d'Averny, rappelle leur souvenir[32].